# Jaap ter Linden
Jaap ter Linden (Rotterdam, 10 avril 1947) est un joueur de violoncelle, de viole de gambe et chef d'orchestre néerlandais. Il est spécialisé dans l'interprétation de la musique baroque et classique sur instruments authentiques.

## Biographie
Il commence sa carrière en tant que violoncelle solo de notables orchestres baroques, notamment, les ensembles Concerto Vocale, Musica Antiqua Köln, The English Concert et Amsterdam Baroque Orchestra. Il cofonde l'ensemble Musica da Camera, et en 2000, il fonde le Mozart Akademie à Amsterdam, un orchestre spécialisé dans le répertoire classique, qu'il dirige et avec qui il a enregistré l'intégrale des symphonies de Mozart. Il a été chef d'orchestre invité par des orchestres à la fois modernes et des ensembles de musique sur instrument d'époque, parmi lesquels la Deutsche Kammerphilharmonie, le Portland Baroque Orchestra, l'Orchestre Baroque de l'Union Européenne et le Philharmonia Baroque Orchestra. Il également dirigé à l'opéra, notamment Le Roi Arthur d'Henry Purcell et Iphigénie en Aulide de Christoph Willibald Gluck.
Il joue de la musique de chambre avec le pianiste Ronald Brautigam, les violonistes Elizabeth Wallfisch, Andrew Manze et John Holloway et les clavecinistes Richard Egarr et Lars Ulrik Mortensen. Il a enregistré les suites pour violoncelle seul de Bach à deux reprises. Avec Richard Egarr, il a enregistré les sonates pour viole de gambe et clavecin de Bach et avec Egarr et Manze, les sonates pour violon de Bach. Avec Mortensen et Holloway, il a enregistré l'intégrale de la musique de chambre de Dieterich Buxtehude et avec Ton Koopman, les sonates pour violoncelle de Pieter Hellendaal.
Il enseigne au Conservatoire de La Haye, au Conservatoire d'Amsterdam et à la Hochschule für Alte Musik de Würzburg.
Il joue sur un violoncelle du luthier Giovanni Grancino, Milan, 1703.

## Discographie
- Marc-Antoine Charpentier, Motets à voix seule et à 2 voix, (H 21, H 22, H 27, H 127, H 134, H 245, H 273, H 280, H 343, H 349, H 350, H 373, H 423), Concerto vocale, René Jacobs, alto, Judith Nelson, soprano, William Christie, orgue, Konrad Junghänel, théorbe, Jaap ter Linden, violoncelle, Trix Landolf, Kathrin Bopp, violon- 1 CD - Harmonia Mundi (HMC 901149 07/1984)